# Dentex dentex
Espèce
Statut de conservation UICN

 VU A2bd : Vulnérable
Le denti ou denté commun (Dentex dentex) est une espèce de poissons de la famille des Sparidae.

## Description
Le denti est un grand prédateur côtier, chassant au fond : sur des hauts fonds ou tombants entre 10 et 100 mètres de profondeur. Il est reconnaissable aux deux canines pointues et blanches situées à l'avant de sa mâchoire inférieure.

## Distribution

Carte de répartition

Il est très répandu entre 15 et 50 mètres, bien qu'il puisse descendre jusqu'à plus de 200 mètres. On le trouve en Méditerranée, pas en mer Noire, et sur la côte ouest Atlantique, de la Bretagne jusqu'au Sénégal y compris au Cap-Vert mais pour une sous-espèce endémique.

## Biologie

### Alimentation
Les jeunes se nourrissent de zooplancton, les adultes de poissons, crustacés et céphalopodes.

### Reproduction
Il se reproduit d'avril à juin, principalement en mai. Les jeunes sont grégaires, les adultes sont solitaires.